# De Buurtpolitie: De Perfecte Overval
De Buurtpolitie: De Perfecte Overval is een Vlaamse actiefilm uit 2022. De film is gebaseerd op de scripted realityreeks Echte Verhalen: De Buurtpolitie die sinds 2014 op VTM wordt uitgezonden. De film is opgenomen in 11 dagen.
De film verscheen in de Vlaamse en Brusselse filmzalen op 14 december 2022. De trailer verscheen op 28 oktober 2022.

## Verhaal
In ‘De perfecte overval' bereidt de politiecommissaris een teambuilding voor. De agenten moeten zelf een in scène gezette bankoverval plegen. Op die manier leren ze denken als echte criminelen. Maar het korps wordt om de tuin geleid door een onbetrouwbare coach, die ervoor zorgt dat ze een échte overval plegen.

## Rolverdeling[3]
| Acteur            | Personage           | Functie               |
| ----------------- | ------------------- | --------------------- |
| Lisa Gerlo        | Emma Claes          | Inspecteur            |
| Dempsey Hendrickx | Vince Willems       | Inspecteur            |
| Liandra Sadzo     | Louise Mertens      | Inspecteur            |
| Ianthe Tavernier  | Floor Lommelen      | Hoofdinspecteur       |
| Ilse La Monaca    | Brigitte Broeckx    | Rechercheur           |
| Manoe Frateur     | Eric Buelens        | Rechercheur           |
| Nicoline Hummel   | Tineke Schilebeeckx | Hoofdinspecteur       |
| Willy Herremans   | Roger Berckmans     | Commissaris           |
| Mathias Daneels   | Hugo De Bolle       | Computer Crime Unit   |
| Pierre Gervais    | Pedro               | Crimineel             |
| Sid Hunaerts      | Lucas               | Kleinzoon Commissaris |
| Marijn Claes      | Matheo              | Crimineel             |

## Trivia
- Inspecteur Patrick Tilkens, vertolkt door Eric Peeters, die in alle 14 seizoenen en in de vorige 3 films te zien was, is afwezig in deze film.